# Fakultät für protestantische Theologie
Die Fakultät für protestantische Theologie (Faculté universitaire de Théologie protestante (fr.), Faculteit voor Protestantse Godgeleerdheid (nl.)) ist eine Hochschule in Brüssel, Belgien.
Die Hochschule vergibt Bachelor-, Master- und Doktorgrade in protestantischer Theologie. Die Kurse werden sowohl in Französisch wie auch in Niederländisch gegeben.

## Geschichte
Die Hochschule sieht sich als die Fortsetzung der Hervormde Academie te Gent (Reformierte Akademie Gent, 1578–1584). 
Émile Hoyois, Matthieu Schyns und William Thomas unterrichteten während des Zweiten Weltkriegs Theologie in Brüssel, da die Studenten zum Studieren nicht ins Ausland konnten. Das Programm wurde durch Universitäten von Paris und  Genf anerkannt.
1950 wurde die Hochschule durch die Protestantische Evangelische Kirche und die Evangelisch-methodistische Kirche in Belgien gegründet (beide seit 1978 als Vereinigte Protestantische Kirche von Belgien vereint). 1955 kam die Belgische Evangelische Zendingskerk hinzu. Anfangs unterrichtete man im Home Becker, Vleurgatsesteenweg; schnell zog man dann aber aus Platzmangel in die heutigen Räumlichkeiten in der Terkamerenlaan.
Dank der staatlichen Anerkennung kann die Hochschule akademische Grade bis hin zum Dr. theol. verleihen.